# Шиши
Шиши (石獅子) град је Кини у покрајини Фуђен. Према процени из 2009. у граду је живело 315.388 становника.

## Становништво
Према процени, у граду је 2009. живело 315.388 становника.
| 1990. | 2000.   | 2009    |
| ----- | ------- | ------- |
| …     | 295.165 | 315.388 |